# シャレーン (小惑星)
シャレーン（1542 Schalén）は、小惑星帯に位置する小惑星。1941年8月26日にフィンランドの天文学者、ユルィヨ・バイサラがトゥルクで発見した。
スウェーデンの天文学者、カール・シャレーン（Carl Schalén、1902年1月11日 - 1993年12月11日）に因んで名づけられた。